# Ian Richards
Ian Richards – australijski kierowca wyścigowy.

## Życiorys
Karierę rozpoczynał od startów samochodami turystycznymi, a w 1979 roku zadebiutował w Australijskiej Formule 2. Początkowo rywalizował tam pojazdem Cheetah. W debiutanckim sezonie zajął piąte miejsce, ale po słabszych dwóch następnych latach od 1982 roku rozpoczął korzystanie z samochodu własnej konstrukcji: Richards 201 z silnikiem Volkswagen. W sezonie 1983 we wszystkich wyścigach stał na podium i odniósł cztery zwycięstwa, zdobywając tytuł mistrzowski. Rok później natomiast był czwarty. W Formule 2 rywalizował do sezonu 1987. W 1995 roku zakończył karierę, po czym pracował jako inżynier wyścigowy takich kierowców, jak Karl Reindler, Ben Clucas czy Tim Macrow. W 2006 roku założył zespół wyścigowy R-Tek Motorsport Services. Następnie był prezesem Australijskiej Formuły 3.